# Lanternhajar
Lanternhajar (Etmopteridae) är en familj av hajar som ingår i ordningen pigghajartade hajar. Enligt Catalogue of Life omfattar familjen Etmopteridae 45 arter.
Till denna familj räknas de minsta hajarna som når en längd av 10 till 20 cm. Andra arter kan bli upp till 107 cm långa. Arterna från släktet käxor (Etmopterus) och några medlemmar av de andra släkten har lysorgan (fotoforer) på undersidan. Lanternhajar har två ryggfenor som är utrustade med taggar. Vid stjärtfenans slut finns en tydlig inbuktning.
Individerna vistas främst i djupa havsområden. De simmar i regioner som är 200 till 1500 meter djupa. Honor föder 3 till 20 levande ungar.
Släkten enligt Catalogue of Life och Dyntaxa:
- Aculeola
- Centroscyllium
- Etmopterus
- Miroscyllium
- Trigonognathus